# Gustaw Janecki
Gustaw Janecki (ur. 14 lipca 1895 w Wieluniu, zm. 26 sierpnia 1970 w Częstochowie) – major Wojska Polskiego, kawaler Orderu Virtuti Militari, Orderu Odrodzenia Polski.

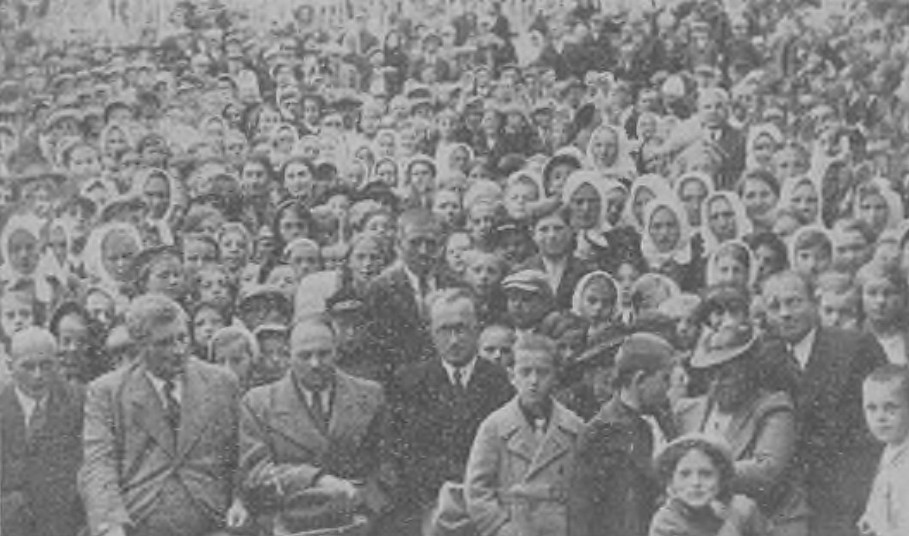
Gustaw Janecki (x) podczas Gminnego Święta Teatrów i Chórów Ludowych w Konkolnikach latem 1939

## Życiorys
Urodził się w Wieluniu 14 lipca 1895 w rodzinie Antoniego i Bronisławy z Uttów. Ukończył w 1914 gimnazjum w Warszawie, następnie studia na Wydziale Prawa Uniwersytetu Jagiellońskiego, gdzie uzyskał doktorat. Przed I wojną światową działał w „Zarzewiu” i tajnym skautingu. Żołnierz 5 pułku piechoty Legionów w I Brygadzie Legionów Polskich. Po kryzysie przysięgowym w 1917 internowany w Szczypiornie i Łomży. Dowódca 12 kompanii III batalionu 27 pułku piechoty w Częstochowie. Brał też udział w III powstaniu śląskim. Następnie w szeregach 75 pułku piechoty, 18 batalionie KOP, 71 pułku piechoty. Po zakończeniu służby w wojsku starosta powiatu stanisławowskiego i do 1939 powiatu rohatyńskiego.
Zmarł 26 sierpnia 1970 w Częstochowie. Został pochowany na tamtejszym cmentarzu Kule (sektor 102-6-3).

## Ordery i odznaczenia
- Krzyż Srebrny Orderu Virtuti Militari nr 483[1]
- Krzyż Niepodległości (7 lipca 1931)[4]
- Krzyż Kawalerski Orderu Odrodzenia Polski
- Złoty Krzyż Zasługi[5]
- Srebrny Krzyż Zasługi (5 kwietnia 1928)[6]
- Krzyż na Śląskiej Wstędze Waleczności i Zasługi[5]
- Śląski Krzyż Powstańczy
- Medal Pamiątkowy za Wojnę 1918–1921[5]
- Medal Dziesięciolecia Odzyskanej Niepodległości[5]
- Srebrny Medal za Długoletnią Służbę[5]
- Odznaka Pamiątkowa Więźniów Ideowych